# 서울자동차고등학교
서울자동차고등학교는 서울특별시 용산구 백범로45길 15에 위치한 학력인정 학교이다.

## 학교 연혁
- 1988년 1월 21일: 이광실업고등학교 설립인가[정보처리과 4학급]
- 1999년 11월 3일: 서울교육청으로부터 이광자동차고등학교로 변경 인가[자동차과 4학급]
- 2005년 8월 19일: 교명변경[이광자동차고등학교 → 서울자동차고등학교]